# منظار الجوف (أداة بصرية)
منظار الجَوْف أو منظار عبر الثقوب أو بوريسكوب (بالإنجليزية: Borescope)‏ هو أداة بصرية مصممة للمساعدة في الفحص البصري للتجاويف الضيقة التي يصعب الوصول إليها، ويتكون من أنبوب صلب أو مرن مع عدسة عينية أو شاشة في أحد طرفيه، وعدسة شيئية أو كاميرا في الطرف الآخر، ويرتبطان معًا بنظام بصري أو كهربائي بينهما. في بعض الحالات، يكون النظام البصري مصحوبًا بإضاءة (عادةً ما تكون من الألياف البصرية) لتعزيز السطوع والتباين. يتم تكوين صورة داخلية للجسم المضاء بواسطة العدسة الموضوعية وتكبيرها بواسطة العدسة العينية التي تعرضها على عين المشاهد.
يمكن ربط المناظير الصلبة أو المرنة خارجيًا بجهاز تصوير فوتوغرافي أو فيديو. وللاستخدام الطبي، تسمى الأدوات المماثلة المناظير الداخلية.

## الاستخدامات

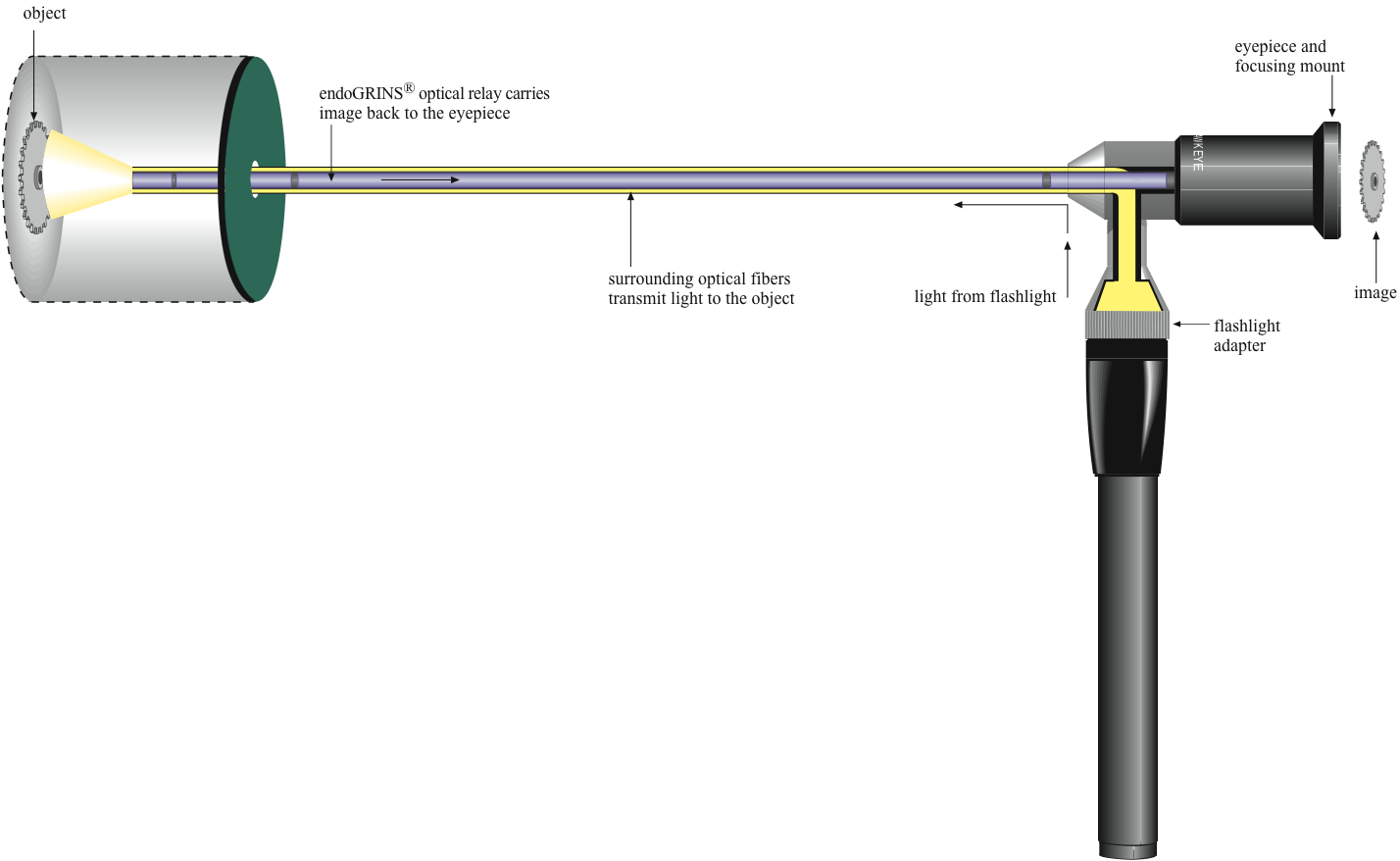
منظر تخطيطي لمنظار داخلي صلب

تُستخدم المناظير الداخلية في أعمال الفحص البصري حيث لا يمكن الوصول إلى المنطقة المستهدفة بوسائل أخرى، أو حيث قد يتطلب الوصول إليها أنشطة تفكيك مدمرة وتستغرق وقتًا طويلاً و/أو باهظة الثمن. تُعرف الأجهزة المماثلة للاستخدام داخل جسم الإنسان بالمناظير الداخلية. تُستخدم المناظير الداخلية في الغالب في تقنيات الاختبار غير المدمرة للتعرف على العيوب أو النواقص.
تُستخدم المناظير عادةً في الفحص البصري لمحركات الطائرات، والتوربينات الغازية الصناعية المشتقة من الطائرات، والتوربينات البخارية، ومحركات الديزل، ومحركات السيارات والشاحنات. تتطلب التوربينات الغازية والبخارية اهتمامًا خاصًا بسبب متطلبات السلامة والصيانة. يمكن استخدام المناظير في فحص المحركات لمنع الصيانة غير الضرورية، والتي يمكن أن تصبح مكلفة للغاية للتوربينات الكبيرة. تُستخدم أيضًا في تصنيع الأجزاء الآلية أو المصبوبة لفحص الأسطح الداخلية الحرجة بحثًا عن نتوءات أو تشطيبات سطحية أو ثقوب كاملة. تشمل الاستخدامات الشائعة الأخرى التطبيقات الجنائية في إنفاذ القانون وتفتيش المباني، وفي صناعة الأسلحة لفحص التجويف الداخلي للسلاح الناري. في الحرب العالمية الثانية، تم استخدام المناظير الصلبة البدائية لفحص التجاويف الداخلية (ومن هنا جاء اسم «التجويف») للأسلحة الكبيرة بحثًا عن العيوب.

## المرن مقابل الصلب
يشتمل المنظار المرن التقليدي على حزمة من الألياف الضوئية التي تقسم الصورة إلى وحدات بكسل. ويُعرف أيضًا باسم منظار الألياف ويمكن استخدامه للوصول إلى التجاويف الموجودة حول المنحنى، مثل غرفة الاحتراق أو «علبة الموقد»، من أجل عرض حالة مداخل الهواء المضغوط وشفرات التوربينات والأختام دون تفكيك المحرك. تعاني المناظير المرنة التقليدية من تشوه البكسل وتداخل البكسل بسبب دليل الصورة بالألياف. وتختلف جودة الصورة بشكل كبير بين الطرز المختلفة للمناظير المرنة اعتمادًا على عدد الألياف والبنية المستخدمة في دليل الصورة بالألياف. تقدم بعض المناظير عالية الجودة «شبكة بصرية» في التقاطات الصور للمساعدة في تقييم حجم أي منطقة بها مشكلة. بالنسبة للمناظير المرنة، تعد مكونات آلية المفصلة ونطاق المفصلة وحقل الرؤية وزوايا رؤية العدسة الموضوعية مهمة أيضًا. كما يعد محتوى الألياف في التتابع المرن أمرًا بالغ الأهمية لتوفير أعلى دقة ممكنة للمشاهد. الحد الأدنى للكمية هو 10،000 بكسل، في حين يتم الحصول على أفضل الصور بأعداد أكبر من الألياف في نطاق 15،000 إلى 22،000 للمناظير ذات القطر الأكبر. تتيح القدرة على التحكم في الضوء في نهاية أنبوب الإدخال لمستخدم المنظار إجراء تعديلات يمكنها تحسين وضوح الفيديو أو الصور الثابتة بشكل كبير.
المناظير الصلبة تشبه المناظير الليفية ولكنها توفر عمومًا صورة فائقة بتكلفة أقل مقارنة بالمنظار المرن. المناظير الصلبة لها قيد يتمثل في ضرورة الوصول إلى ما يجب رؤيته في خط مستقيم. وبالتالي فإن المناظير الصلبة مناسبة بشكل أفضل لمهام معينة مثل فحص أسطوانات السيارات وحاقنات الوقود وأجسام المجمعات الهيدروليكية وصناعة الأسلحة. عادةً ما تكون معايير اختيار المنظار هي وضوح الصورة وسهولة الوصول إليها. بالنسبة للأجهزة ذات الجودة المماثلة، فإن أكبر منظار صلب يناسب الفتحة يعطي أفضل صورة. يمكن أن تكون الأنظمة البصرية في المناظير الصلبة من ثلاثة أنواع أساسية: عدسات قضيب هارولد هوبكنز، وعدسات مزدوجة اللون، وعدسات قضيب بمؤشر التدرج. بالنسبة للمناظير ذات القطر الكبير (أكثر من 12 مليمتر (0.47 بوصة))، تعمل مرحلات الزوجية اللونية بشكل جيد للغاية، ولكن مع صغر قطر أنبوب المنظار، توفر تصميمات عدسة قضيب هوبكنز وعدسة قضيب بمؤشر التدرج صورًا فائقة. بالنسبة إلى المنظار الصلب الصغير جدًا (أقل من 3 مليمتر (0.12 بوصة))، تكون مرحلات عدسة مؤشر التدرج أفضل.

## مناظير الفيديو

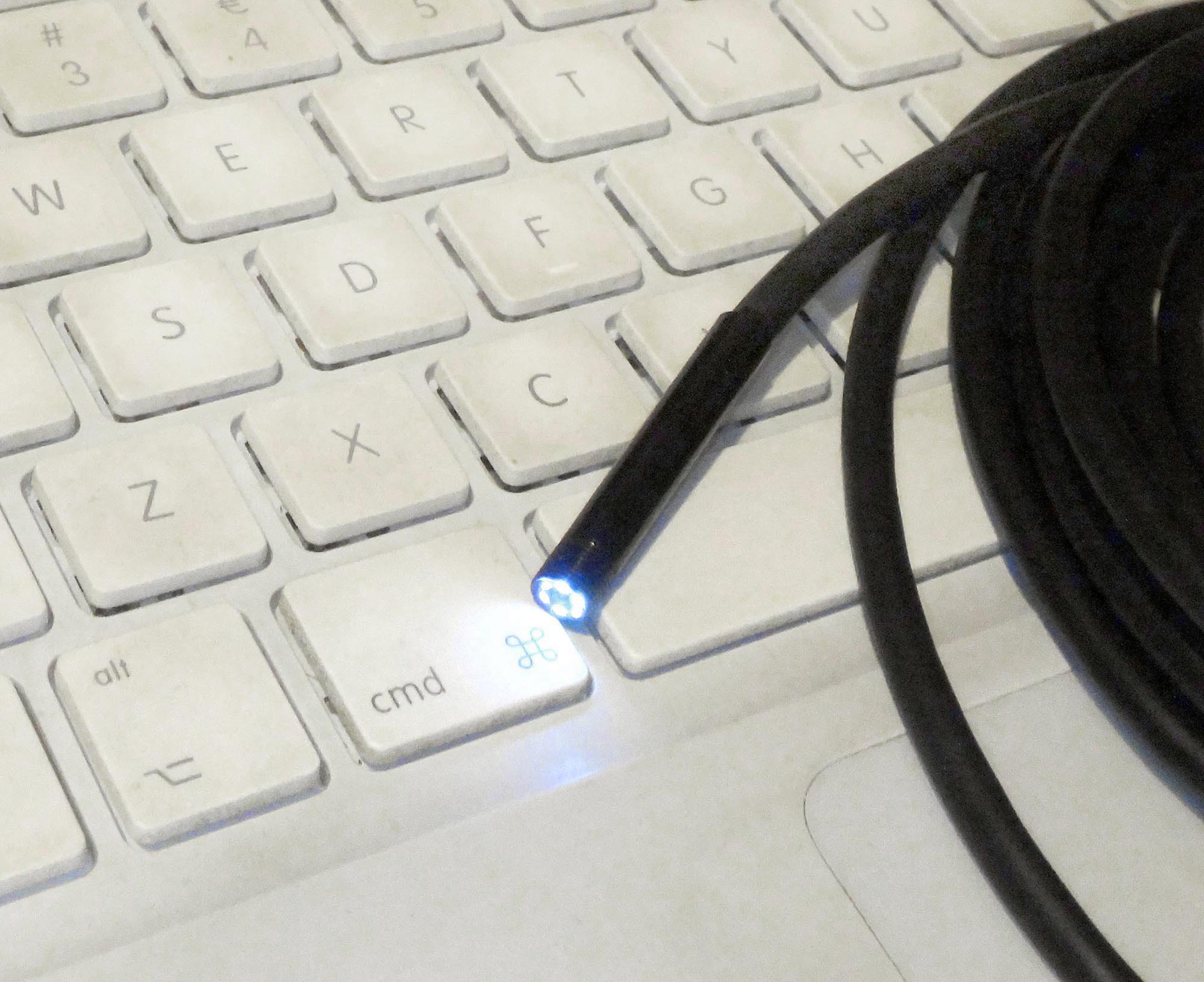
رأس كاميرا منظار فيديو هواة غير مكلف (15 دولارًا). يحتوي على ستة مصابيح إل إي دي صغيرة للإضاءة. الطرف الآخر متصل بمقبس يو إس بي الخاص بالكمبيوتر

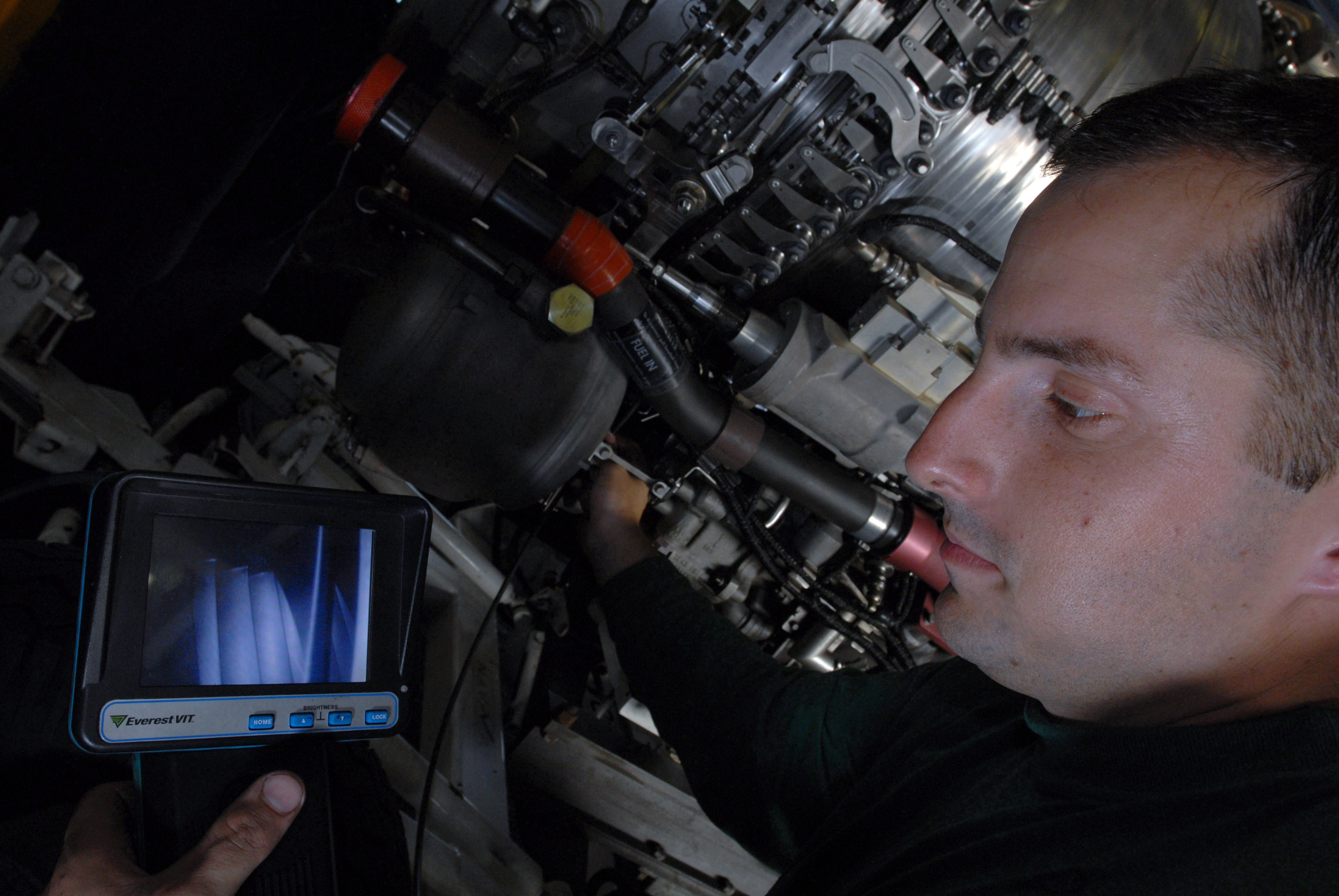
منظار فيديو يستخدم لفحص المحرك النفاث لطائرة مقاتلة من طراز إف/إيه-18إي/إف

إن منظار الفيديو أو «كاميرا التفتيش» يشبه المنظار المرن ولكنه يستخدم كاميرا فيديو مصغرة في نهاية الأنبوب المرن. يتضمن نهاية أنبوب الإدخال ضوءًا يجعل من الممكن التقاط الفيديو أو الصور الثابتة في أعماق المعدات والمحركات والأماكن المظلمة الأخرى. كأداة للفحص البصري عن بعد، فإن القدرة على التقاط الفيديو أو الصور الثابتة للفحص اللاحق تعد ميزة كبيرة. تعرض الشاشة في الطرف الآخر عرض الكاميرا، وفي بعض الطرز يمكن تغيير موضع العرض عبر عصا التحكم أو عنصر تحكم مماثل. نظرًا لأن موجه الألياف الضوئية المعقد في منظار تقليدي يتم استبداله بكابل كهربائي غير مكلف، يمكن أن تكون منظار الفيديو أقل تكلفة بكثير وربما تكون دقته أفضل (حسب مواصفات الكاميرا). أصبحت منظار الفيديو سهل الاستخدام والذي يعمل بالبطارية، مع شاشات إل سي دي مقاس 75 مـم (3 بوصة) بدقة 320 × 240 بكسل أو أفضل، متاحة في ق. 2012 من العديد من الشركات المصنعة وهي مناسبة لبعض التطبيقات. في العديد من هذه النماذج، تكون كاميرا الفيديو والأنبوب المرن قابلين للغمر في الماء. وقد قدمت النماذج اللاحقة ميزات محسنة، مثل الدقة الأفضل، والإضاءة القابلة للتعديل أو استبدال الشاشة المدمجة بوصلة كمبيوتر، مثل كابل يو إس بي.